# Thamnocalamus
Thamnocalamus es un género de plantas herbáceas perteneciente a la familia de las poáceas. Es originario del este de Asia y Sudáfrica. Comprende 28 especies descritas y de estas, solo  2 aceptadas.

## Taxonomía
El género fue descrito por William Munro y publicado en Transactions of the Linnean Society of London 26(1): 33, 157. 1868.  La especie tipo es: Thamnocalamus spathiflorus (Trin.) Munro	

## Especies aceptadas
A continuación se brinda un listado de las especies del género Thamnocalamus aceptadas hasta noviembre de 2013, ordenadas alfabéticamente. Para cada una se indica el nombre binomial seguido del autor, abreviado según las convenciones y usos.  
- Thamnocalamus spathiflorus (Trin.) Munro
- Thamnocalamus tessellatus (Nees) Soderstr. & R.P.Ellis